# 로미오 앤 줄리엣 (2013년 영화)
로미오 앤 줄리엣(Romeo and Juliet)은 스위스에서 제작된 카를로 칼레이 감독의 2013년 드라마, 멜로/로맨스 영화이다. 더글러스 부스 등이 주연으로 출연하였고 아이린 메셀 등이 제작에 참여하였다.

## 출연

### 주연
- 더글러스 부스
- 헤일리 스테인펠드

### 조연
- 에드 웨스트윅
- 폴 지아마티
- 데미안 루이스
- 스텔란 스카스가드
- 나타샤 맥켈혼
- 코디 스밋 맥피
- 크리스티앙 쿡
- 톰 위즈덤
- 토마스 아라나
- 레슬리 맨빌
- 로라 모란테

## 제작진
- 세트: 크리스티나 오노리
- 의상: 카를로 포기오리
- 배역: 존 허바드
- 배역: 로스 허바드